# An Thạnh Thới
An Thạnh Thới is een xã in het district Chợ Mới, een van de districten in de Vietnamese provincie An Giang in de Mekong-delta.